# Andreas Schlüter

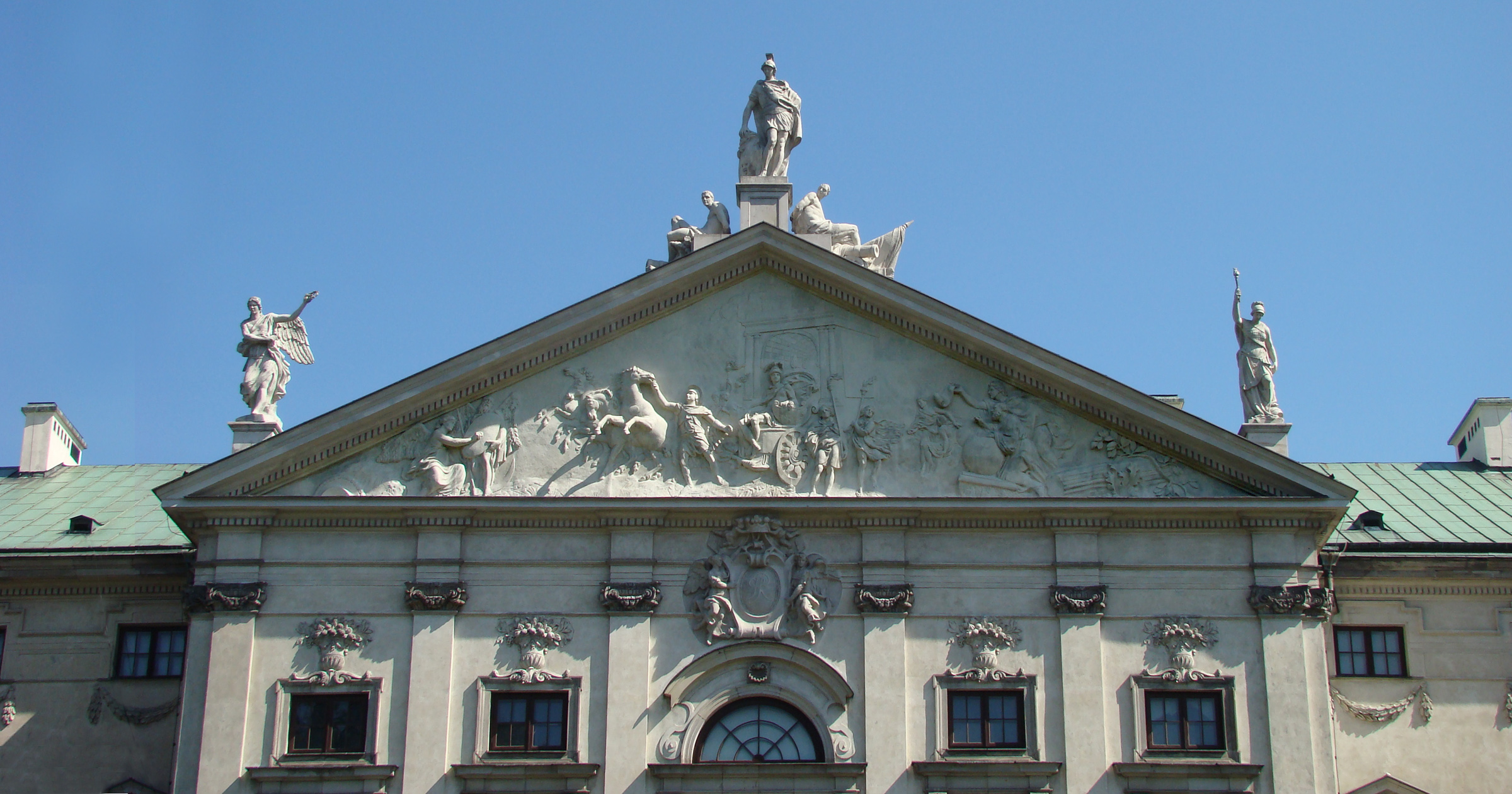
de reliëfs van Andreas Schlüter in het Krasińskipaleis in Warschau

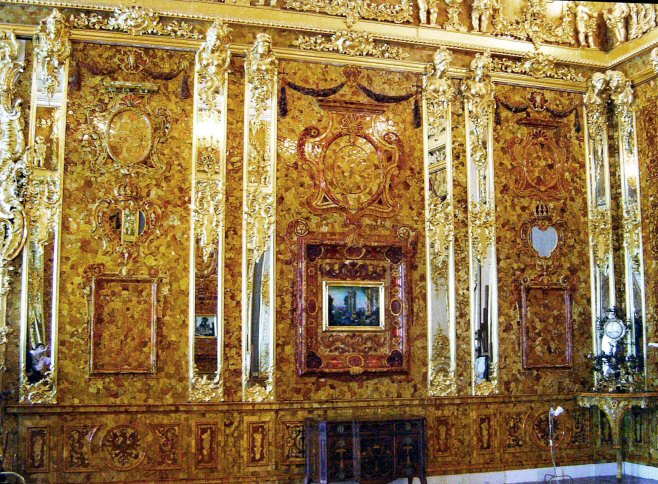
de Barnsteenkamer van Andreas Schlüter, na zijn overlijden verplaatst naar de huidige opstelling in het Catharinapaleis in Tsarskoje Selo

Andreas Schlüter (Danzig, 13 juli 1659 - Sint-Petersburg, 23 juni 1714) was een Duits beeldhouwer en architect. Hij wordt beschouwd als de meest representatieve bouwmeester van de Noord-Duitse barokarchitectuur. Tot zijn realisaties behoren de uitbouw tot stadspaleis van het Berliner Stadtschloss in Berlijn, de figuratieve decoraties van het Wilanówpaleis en de reliëfs van het Krasińskipaleis, beide in Warschau, naast meerdere bouwwerken waaronder de Kunstkamera, een deel van de eerste ontwerpen voor het paleizencomplex in Peterhof en het huis van Kikin in Sint-Petersburg.
Tot zijn andere realisaties behoren het hoofdaltaar van de Sint-Nicolaaskerk in Stralsund en van de Marienkirche in Berlijn, de Barnsteenkamer, ontworpen en gerealiseerd in het Berliner Stadtschloss maar na zijn overlijden in 1743 verplaatst naar de huidige opstelling in het Catharinapaleis in Tsarskoje Selo, het ruiterstandbeeld van de Grote Keurvorst, oorspronkelijk opgesteld bij de Rathausbrücke in Berlijn, tegenwoordig geplaatst in Slot Charlottenburg, en beeldhouwwerken in de Koninklijke kapel in Danzig, de Nikolaikirche in Berlijn en de Sint-Antoniuskerk in Warschau. Hij was medeontwerper van het Zeughaus in Berlijn, en ontwierp kerken en paleizen in Krakau.
- Bibliothèque nationale de France: cb14591600b (data)
- Catàleg d'autoritats de noms i títols de Catalunya: 981058611708306706
- Gemeinsame Normdatei: 11860841X
- International Standard Name Identifier: 0000 0004 4888 0158
- KulturNav: a35a6caa-ccd5-4de6-8dbd-c2b98988881f
- Library of Congress Control Number: n86048374
- Nationale Bibliotheek van Letland: 000209991
- Nationale Bibliotheek van Tsjechië: mzk2009510686
- Nationale Bibliotheek van Israël: 987007280132305171
- RKD-Nederlands Instituut voor Kunstgeschiedenis: 70647
- Istituto Centrale per il Catalogo Unico: TSAV582715
- Système universitaire de documentation: 076450139
- Union List of Artist Names: 500002876
- Virtual International Authority File: 77108640
- WorldCat: E39PBJhRD4cJKgKk38G6xx4Xh3